# Grandinaphodius smoliki
Grandinaphodius smoliki är en skalbaggsart som beskrevs av Kaufel 1914. Grandinaphodius smoliki ingår i släktet Grandinaphodius och familjen Aphodiidae. Inga underarter finns listade i Catalogue of Life.